# Музика небезпеки
Музика небезпеки (небезпечна музика) — це експериментальна форма авангардної музики XX і XXI століття. Вона базується на концепції, що деякі музичні твори можуть або завдадуть шкоди або слухачеві, або виконавцю, розуміючи, що ця композиція може бути виконана, а може і не бути. Кайл Ґенн описує у своїй книзі «Музика в центрі міста: Писання з голосу села», як композиція Такехіси Косугі «Музика для революції» вказує виконавцю «виколупати одне з твоїх очей через 5 років і зробити те саме з іншим оком ще через 5 років». Такі твори також іноді називають антимузикою, оскільки схоже, що вони бунтують проти концепції самої музики. Музика небезпеки часто тісно пов'язана зі школою композиції Флуксус, особливо з роботою Діка Гіґґінза, який склав серію творів під назвою «Музика Небезпеки».

## На сцені

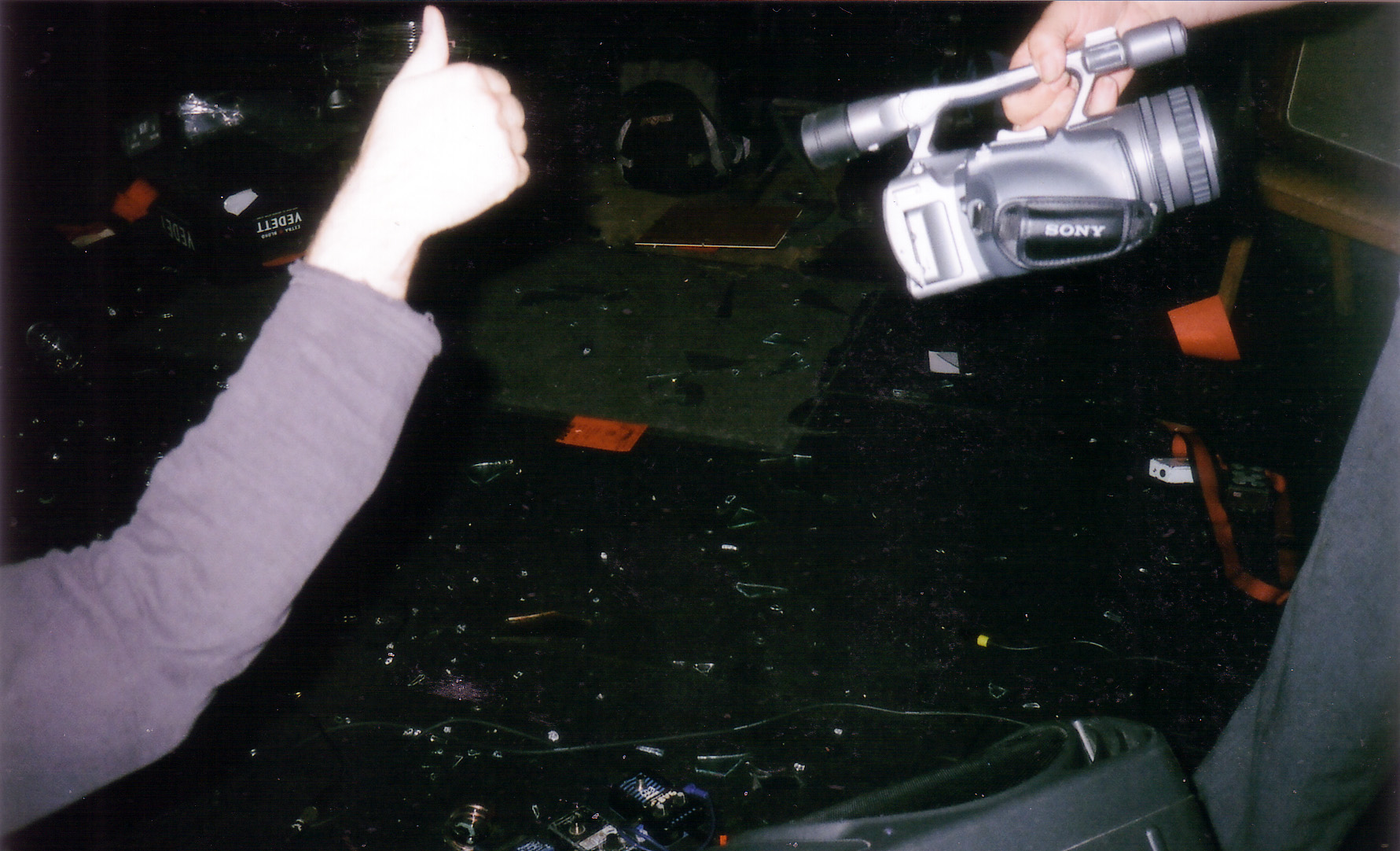
Розсипане на сцені розбите скло після шоу австралійського нойз-музиканта Джастіса Єлдхема. Єлдхем грає на зробленому зі скла інструменті, часто розбиваючи його під час концертів і отримуючи при цьому рани на обличчі.

Як і у багатьох формах концептуальної музики та виконавського мистецтва, межі між «музикою», «мистецтвом», «театром» та «соціальним протестом» не завжди чіткі або очевидні. Отже, «Музика небезпеки» має деякі спільні риси з перформансом таких виконавців, як Марк Полін та Кріс Берден. Наприклад, деякі екстремальні приклади музики небезпеки змушують виконавців використовувати звуки настільки голосно, що вони оглушать учасників, або просити виконавців кидати в аудиторію протипіхотні бомби.
Нойз-проєкт Ямантаки Ая під назвою Hanatarash відзначався своїми небезпечними концертами, найвідоміший випадком стала ситуація, коли японський артист проїхав бульдозером через зал позаду сцени. Також надходили повідомлення про те, що перед виступами аудиторію зобов’язували заповнити форму про згоду, щоб запобігти поданню до суду на гурт чи місце проведення у разі виникнення потенційної небезпеки для них.
Інші твори включають більш символічні форми «небезпеки», такі як «Музика небезпеки для Діка Гіґґінза» Нам Джун Пайк, яка вказує виконавцю «пролізти у піхву живого кита», або твір може вказувати на те, що гучність музики неухильно збільшується, змушуючи глядачів побоюватися, що це змусить їх випорожнитися (гіпотетична «коричнева нота»), хоча до цього може й не дійти.

## Дивись також
- Інфразвукова зброя
- Академічна музика ХХ століття
- Сучасна академічна музика
- Експериментальна музика
- Нойз
- Кріс Берден